# Bol'šaja Chadja
La Bol'šaja Chadja (in russo Большая Хадя?) è un fiume dell'Estremo Oriente russo. Scorre nel rajon Sovetsko-Gavanskij del Territorio di Chabarovsk; sfocia nella baia Jugo-Zapadnaja, interna al golfo di Sovetskaja Gavan' (mar del Giappone). 
Ha origine tra i monti Ploskaja e Gorelaja a un'altitudine di 1 000 m. Scorre inizialmente con direzione meridionale, a 10 km dalla sorgente gira a est e mantiene questa direzione fino alla confluenza con il Čipali (lungo 57 km), dopodiché gira a nord-est e sfocia nella baia Jugo-Zapadnaja alla periferia della città di Sovetskaja Gavan'. È un fiume di montagna, con fondo roccioso e un alveo tortuoso. La lunghezza del fiume è di 100 km, l'area del bacino è di 1 990 km². Il villaggio di Gatka si trova 10 km a monte della foce del fiume.
La centrale termica Sovetskaja Gavan' (ТЭЦ в г. Советская Гавань), costruita nelle immediate vicinanze e in funzione dal 2020, usa le acque del fiume.